# اینتسرسدورف
اینتسرسدورف (به آلمانی: Inzersdorf) یک منطقهٔ مسکونی در اتریش است که در ناحیه کورچ‌دروف ان در کرمس واقع شده‌است.

## خصوصیات
اینتسرسدورف ۲۲٫۷ کیلومترمربع مساحت دارد  ۴۳۴ متر بالاتر از سطح دریا واقع شده‌است.

## جغرافیا
اینتسرسدورف قرار گرفته شده در ترانویتل. حدودا ۳۰ درصد از شهر جنگل است و ۵۹ درصد زمین‌های کشاورزی می‌باشد.